# Villa Beer

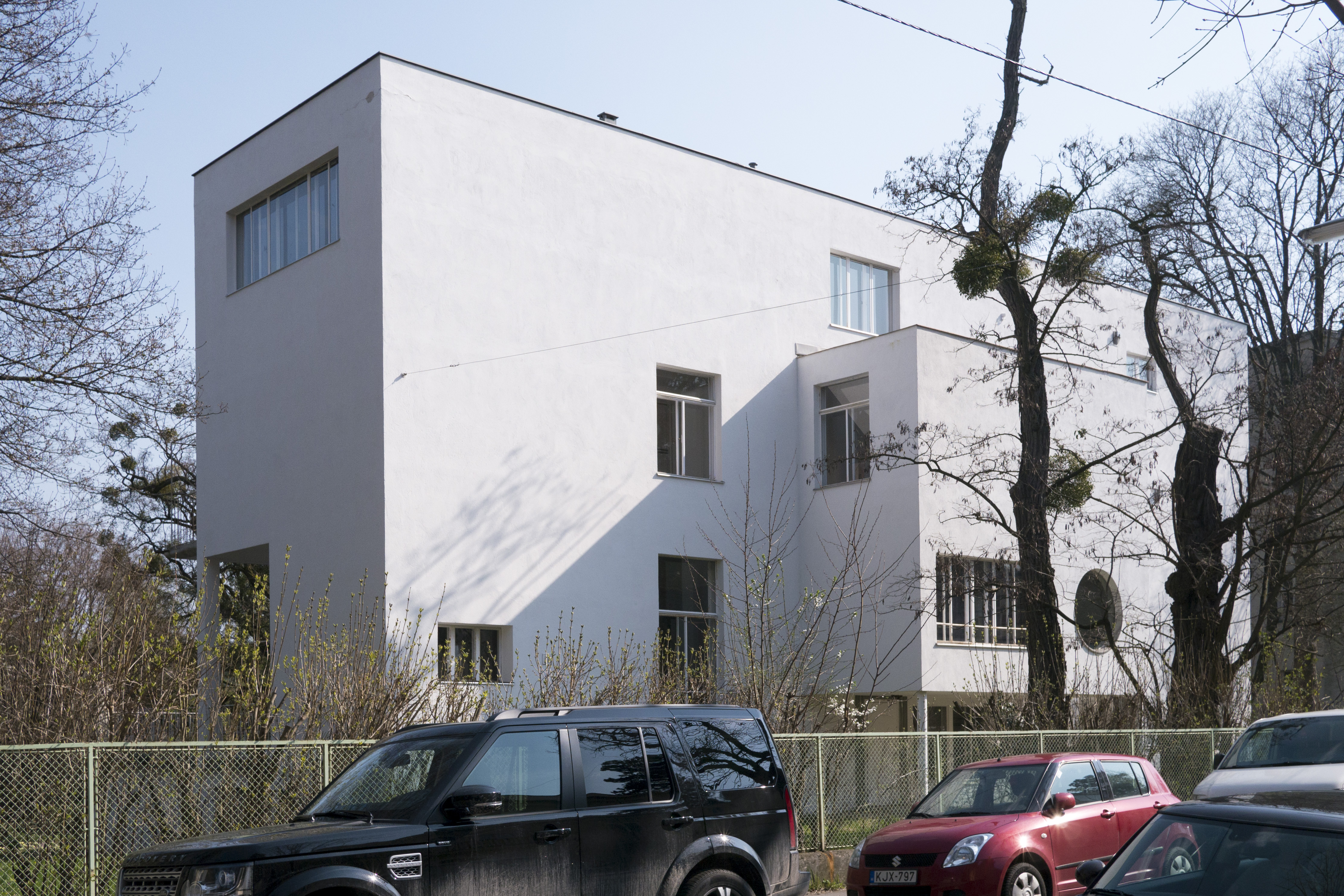
Straßenansicht

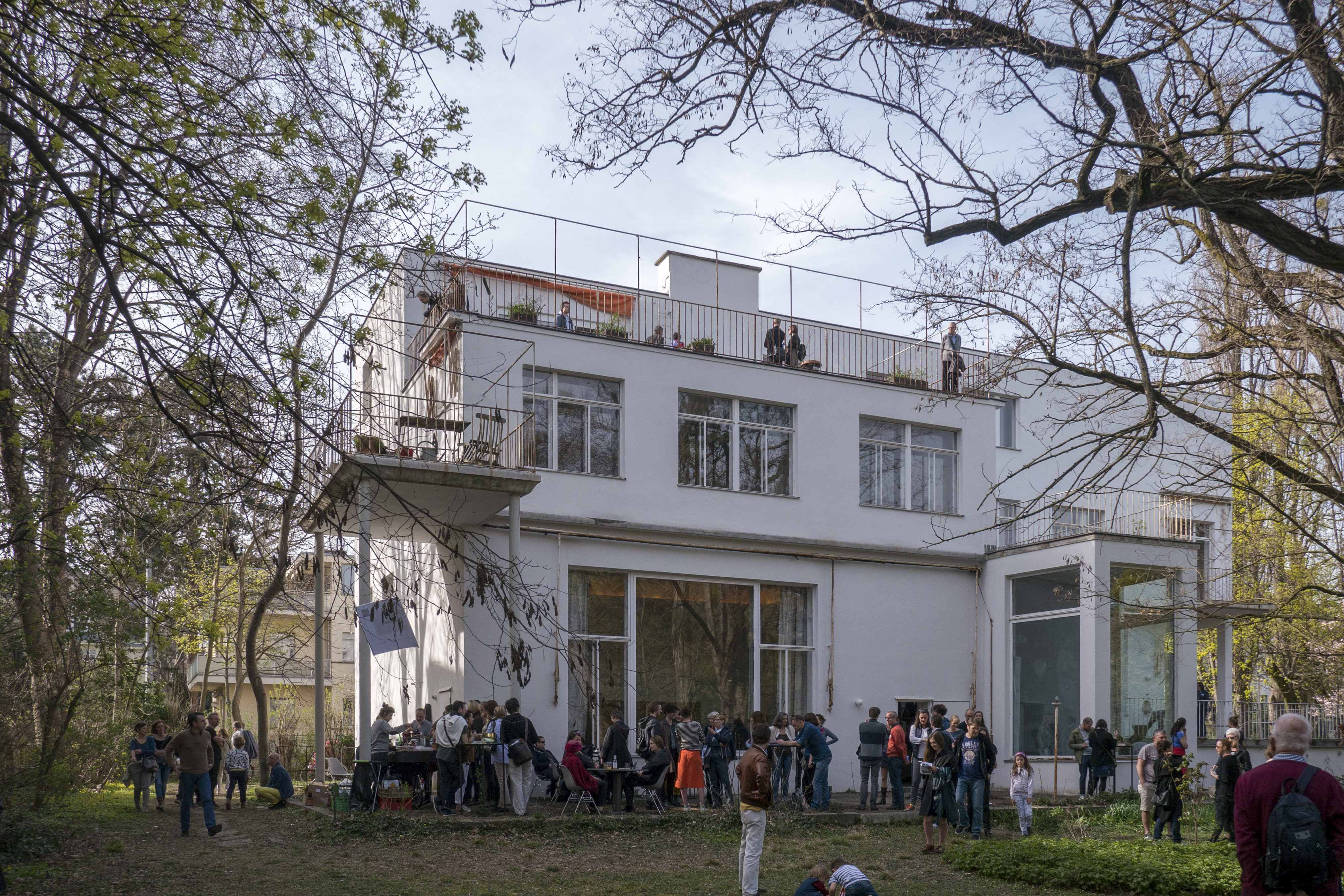
Gartenseite

Die Villa Beer (auch: Haus Beer) ist ein viergeschoßiges Villengebäude in der Wenzgasse 12 im 13. Wiener Gemeindebezirk, Hietzing, mit rund 650 m² Wohnfläche. Das von Josef Frank und Oskar Wlach von Oktober 1929 bis 1931 errichtete Gebäude gilt als wichtiger architektonischer Vertreter der Moderne in Wien.

## Geschichte
Julius Beer, Mitinhaber der Berson Kautschuk Gummisohlenfabrik, und seine Frau Margarete (geb. Blitz), beide Liebhaber der städtischen Musikkultur, ließen das Haus errichten, um einen geeigneten Ort für den Empfang von Gästen und Geschäftspartnern sowie für musikalische Abendveranstaltungen zu schaffen. Bereits 1925 hatte Julius Beers drei Jahre älterer Bruder Robert Josef Frank mit der Einrichtung seiner Wohnung in der Wiener Innenstadt beauftragt. Nachdem Julius Beer 1931 als Hauptgeschäftsführer ausgeschieden war und es zu Streitigkeiten mit den Hauptgesellschaftern Berson gekommen war, vermieteten er und seine Familie das Haus aufgrund der daraus resultierenden finanziellen Schwierigkeiten ab 1932. Die jüdische Familie Beer mit den Kindern Helene, Hans und Elisabeth bewohnte das Haus nur ein Jahr. Zwischenmieter des Hauses waren – während ihrer Aufenthalte in Wien – unter anderem Richard Tauber, Jan Kiepura mit Marcel Prawy sowie Marta Eggerth. 1935 leitete die hypothekenfinanzierende Allianz und Giselaverein-Versicherungs-AG ein Versteigerungsverfahren ein und erwarb 1936 die beiden unbebauten Grundstücke an der Lainzer Straße. 1937 wurde das Versteigerungsverfahren für die restliche Liegenschaft eröffnet, wobei die Versicherung 1938 den Zuschlag für das Haus samt mitverpfändeter Einrichtung von „Haus und Garten“ erhielt. 1941 erwarb der Textilunternehmer Harry Pöschmann zusammen mit seiner Frau Herta das Haus von der Versicherungsanstalt.

## Rezeption
Das Haus steht seit 1987 unter Denkmalschutz (Listeneintrag). Laut Bundesdenkmalamt (BDA) stellt es einen Höhepunkt in der Entwicklung der modernen Architektur in Österreich dar und ist ein Vorzeigebauwerk. Damit steht es nach Ansicht der Kunsthistorikerin Maria Welzig und dem BDA in einer Reihe mit Adolf Loos’ Haus Müller in Prag, Mies van der Rohes Villa Tugendhat  in Brünn und Le Corbusiers Villa Savoye in Poissy bei Paris. Friedrich Achleitner nannte das Haus „das wohl bedeutendste Beispiel Wiener Wohnkultur der Zwischenkriegszeit“. Wolfgang Born zählte das Haus bereits 1931 zu „jenen Meisterwerken der Architektur […], in denen über die Lösung einer speziellen Aufgabe hinaus ein künstlerisches Bekenntnis seinen vollkommenen Ausdruck gefunden hat.“

## Museum
2016 forderte die ÖGFA in einer Petition die „Entwicklung eines Konzepts zur öffentlichen Nutzung unter Einbeziehung aller rechtlich Beteiligten und der kompetentesten Persönlichkeiten und Institutionen der Fachwelt, sowie die Einleitung eines Restaurierungsprozesses für das Haus und den Garten“. 2021 erwarb die Villa Beer GmbH unter der Leitung von Lothar Trierenberg das Haus. Zuvor war das Haus von der Immobilienfirma Knight Frank LLP für 5,3 Millionen Euro zum Verkauf angeboten worden. Nach einer mit dem Bundesdenkmalamt und Fachleuten abgestimmten Sanierung soll die Villa Beer als „Hausmuseum“ der Öffentlichkeit zugänglich gemacht werden. Die Stadt Wien unterstützt die umfassende Sanierung der Villa Beer mit 200.000 € und fördert die museale Öffnung des denkmalgeschützten Gebäudes.
Im Frühling 2022 organisierte die ÖGFA gemeinsam mit Docomomo Austria und der Villa Beer Foundation ein internationales Symposium zur Zukunft der Villa Beer: Offene Moderne, Zur Zukunft der Villa Beer.